# RAN Championship 2019
RAN Championship 2019 – turniej z cyklu RAN Championship, międzynarodowe zawody rugby union organizowane przez Rugby Americas North dla rozwijających się zespołów ze strefy RAN, które odbywały się w dniach 9 marca – 7 lipca 2019 roku.
W porównaniu do poprzedniej edycji schemat rozgrywek został ponownie zmieniony, powracając do systemu z edycji 2017 – uczestniczące drużyny rywalizowały na dwóch poziomach rozgrywek (Championship i Cup) dodatkowo podzielone według kryterium geograficznego, a zwycięzcy obu rozgrywek Championship zmierzyli się następnie w finale. Został on zaplanowany na 21 września 2019 roku, a pokonawszy Gwadelupę w zawodach triumfowała reprezentacja Bermudów.

## Grupa północna

### Championship
| 9 marca 2019 | Bermudy | 43:19 | Jamajka | Stadion Narodowy, Devonshire |
| 9 marca 2019 |         | 43:19 |         | Stadion Narodowy, Devonshire |

### Cup
| 13 kwietnia 2019 | Turks i Caicos | 24:20 | Dominikana | Meridian Field, Providenciales |
| 13 kwietnia 2019 |                | 24:20 |            | Meridian Field, Providenciales |

| 4 maja 2019 | Brytyjskie Wyspy Dziewicze | 12:31 | Turks i Caicos | A.O. Shirley Recreation Ground, Road Town Sędzia: Davide Bellini |
| 4 maja 2019 |                            | 12:31 |                | A.O. Shirley Recreation Ground, Road Town Sędzia: Davide Bellini |

| 14 września 2019 | Dominikana | 15:0 | Brytyjskie Wyspy Dziewicze | Saint George School Ground, Santo Domingo |
| 14 września 2019 |            | 15:0 |                            | Saint George School Ground, Santo Domingo |

## Grupa południowa

### Championship
| 27 kwietnia 2019 | Gujana | 5:19 | Gwadelupa | National Park Rugby Field, Georgetown Sędzia: Fernando García |
| 27 kwietnia 2019 |        | 5:19 |           | National Park Rugby Field, Georgetown Sędzia: Fernando García |

### Cup
| 16 marca 2019 | Martynika | 43:14 | Barbados | Stade Armand Ribier, Le Diamant |
| 16 marca 2019 |           | 43:14 |          | Stade Armand Ribier, Le Diamant |

| 23 marca 2019 | Martynika | 39:0 | Curaçao | Stade Armand Ribier, Le Diamant Sędzia: Michael Jones |
| 23 marca 2019 |           | 39:0 |         | Stade Armand Ribier, Le Diamant Sędzia: Michael Jones |

| 6 kwietnia 2019 | Barbados | 55:7 | Curaçao | Garrison Savannah, Bridgetown |
| 6 kwietnia 2019 |          | 55:7 |         | Garrison Savannah, Bridgetown |

## Finał
| 21 września 2019 | Bermudy | 33:10 | Gwadelupa | Stadion Narodowy, Devonshire |
| 21 września 2019 |         | 33:10 |           | Stadion Narodowy, Devonshire |